# Людовік Орбан
Людовік Орбан (рум. Ludovic Orban; нар. 25 травня 1963, м. Брашов, Румунія) — румунський інженер і політик, прем'єр-міністр Румунії (4 листопада 2019 — 7 грудня 2020).
Керівник румунської Національної ліберальної партії (рум. Partidul Național Liberal). Колишній прем'єр-міністр Румунії (4 листопада 2019 — 8 грудня 2020). З квітня 2007 року до грудня 2008 року був міністром транспорту в другому кабінеті Келіна Попеску-Терічану. З 2008 до 2016 року був депутатом у Палаті депутатів Румунії (рум. Camera Deputaţilor din România).

## Життєпис
Закінчив факультет технології машинобудування Брашовського університету (1988), вивчав політологію в Національному університеті політичних досліджень і державного управління (1993).
З липня 2004 року до квітня 2007 року — заступник мера Бухареста.
24 лютого 2020 року тимчасово склав повноваження прем'єр-міністра Румунії через бойкот на засіданні парламенту з боку Соціал-демократичної партії Румунії.
Після невдачі Національної ліберальної партії на парламентських виборах 6 грудня 2020 року, Орбан заявив про свою відставку.

## Сім'я
Одружений, має сина. Брат колишнього європейського комісара Леонарда Орбана.